# Волго-Вятський економічний район

Волго-Вятський економічний район на мапі Росії

Волго-Вя́тський економічний район — один з 11 економічних районів Росії, складається з 5 федеральних суб'єктів:
1. Республіка Марій Ел
2. Республіка Мордовія
3. Чуваська Республіка
4. Кіровська область
5. Нижньогородська область

## Географія
Центр економічного району знаходиться в Нижньому Новгороді. Територія — 265,4 тис. км² (1,55 % країни), населення — 7517,7 тис. чол. (2010) (5,28 % країни), густота населення — 31,5 чол./км².